# Declieuxia
Declieuxia là một chi thực vật có hoa trong họ Thiến thảo (Rubiaceae).

## Loài
Chi Declieuxia gồm các loài: